# HOT ROD
『HOT ROD』（ホット・ロッド）は、吉川晃司の13枚目のスタジオ・アルバム。1999年8月25日にポリドールよりリリースされた。

## 概要
本作は初のハードディスクレコーディングが導入された。
初回生産分は、特製スリーブケース仕様で、通常盤と異なるジャケットとなっている。この初回盤のジャケットは、2014年発売の『Complete Album Box』に収録盤CD紙ジャケット、及び2025年発売のリマスターCDの紙ジャケットにも使用されている。抽選で50名に吉川本人からのバースデーメッセージがプレゼントされる応募券付。
写真に使用されている自動車は、吉川の愛車「アストンマーティン・V8」で、CDのビジュアルも同車の塗装カラーが基調となっている。同車は2020年に開催された『吉川晃司 35th Anniversary Live TOUR Premium Exhibition』にて展示された。

## リリース履歴
| No. | 日付          | レーベル                       | 規格   | 規格品番   | 最高順位 | 備考                                                             |
| --- | ------------- | ------------------------------ | ------ | ---------- | -------- | ---------------------------------------------------------------- |
| 1   | 1999年8月25日 | ポリドール                     | CD     | POCH-1817  | 20位     | 初回生産分のみデジパック仕様                                     |
| 2   | 2007年3月14日 | NAYUTAWAVE RECORDS             | CD     | UPCH-23002 | -        |                                                                  |
| 3   | 2014年5月14日 | ワーナーミュージック・ジャパン | SHM-CD | WPCL-11816 | -        | 24bitリマスタリング                                              |
| 4   | 2025年1月22日 | ユニバーサルミュージック       | SHM-CD | UPCY-8041  | -        | 40周年記念 2024年最新リマスタリング・紙ジャケット仕様 CD(SHM-CD) |

## 収録曲
| #         | タイトル                        | 作詞         | 作曲       | 編曲               | 時間  |
| --------- | ------------------------------- | ------------ | ---------- | ------------------ | ----- |
| 1.        | 「CRY/MARIA-不覚なキス-」       | 前田たかひろ | 吉川晃司   | 吉川晃司           | 4:07  |
| 2.        | 「ギラギラ」                    | 松井五郎     | 吉川晃司   | 吉川晃司           | 3:57  |
| 3.        | 「LOVIN' NOISE」                | 前田たかひろ | 吉川晃司   | 吉川晃司・矢代恒彦 | 3:58  |
| 4.        | 「宵闇にまかせて-KISS & KISS-」 | 銀色夏生     | 大沢誉志幸 | 吉川晃司           | 4:26  |
| 5.        | 「HOT ROD」                     | 吉川晃司     | 吉川晃司   | 吉川晃司           | 3:36  |
| 6.        | 「FLASHBACK」                   | 松井五郎     | 吉川晃司   | 吉川晃司・矢代恒彦 | 4:28  |
| 7.        | 「Wired-Boy」                   | 松井五郎     | 吉川晃司   | 吉川晃司           | 3:46  |
| 8.        | 「Glow In The Dark」(Album Mix) | 松井五郎     | 吉川晃司   | 吉川晃司           | 4:16  |
| 9.        | 「Loving Grooving」             | 吉川晃司     | 吉川晃司   | 吉川晃司           | 4:10  |
| 10.       | 「この雨の終わりに」            | 松井五郎     | 吉川晃司   | 吉川晃司           | 5:37  |
| 合計時間: | 合計時間:                       | 合計時間:    | 合計時間:  | 合計時間:          | 42:21 |

## 参加ミュージシャン
- 吉川晃司 - ボーカル、ギター、ベース、プログラミング
- 酒井麿 - ドラムプログラミング（1,3,6,7,9,10）
- 片桐久尚  - キーボード&プログラミング（2,8）
- 菅原弘明 - プログラミング（5）
- 矢代恒彦 - キーボード（1,3,6,9）
- ホッピー神山 - ピアノ&キーボード（7）
- 富樫春生 - ピアノ（10）
- 原田喧太 - ギター（10）
- 松井恒松 - ベース（7）
- 渕上祥人 - コーラス（1,2,3,5,6,7,10）
- 山下久美子 - コーラス（4）